# Heinkenszand

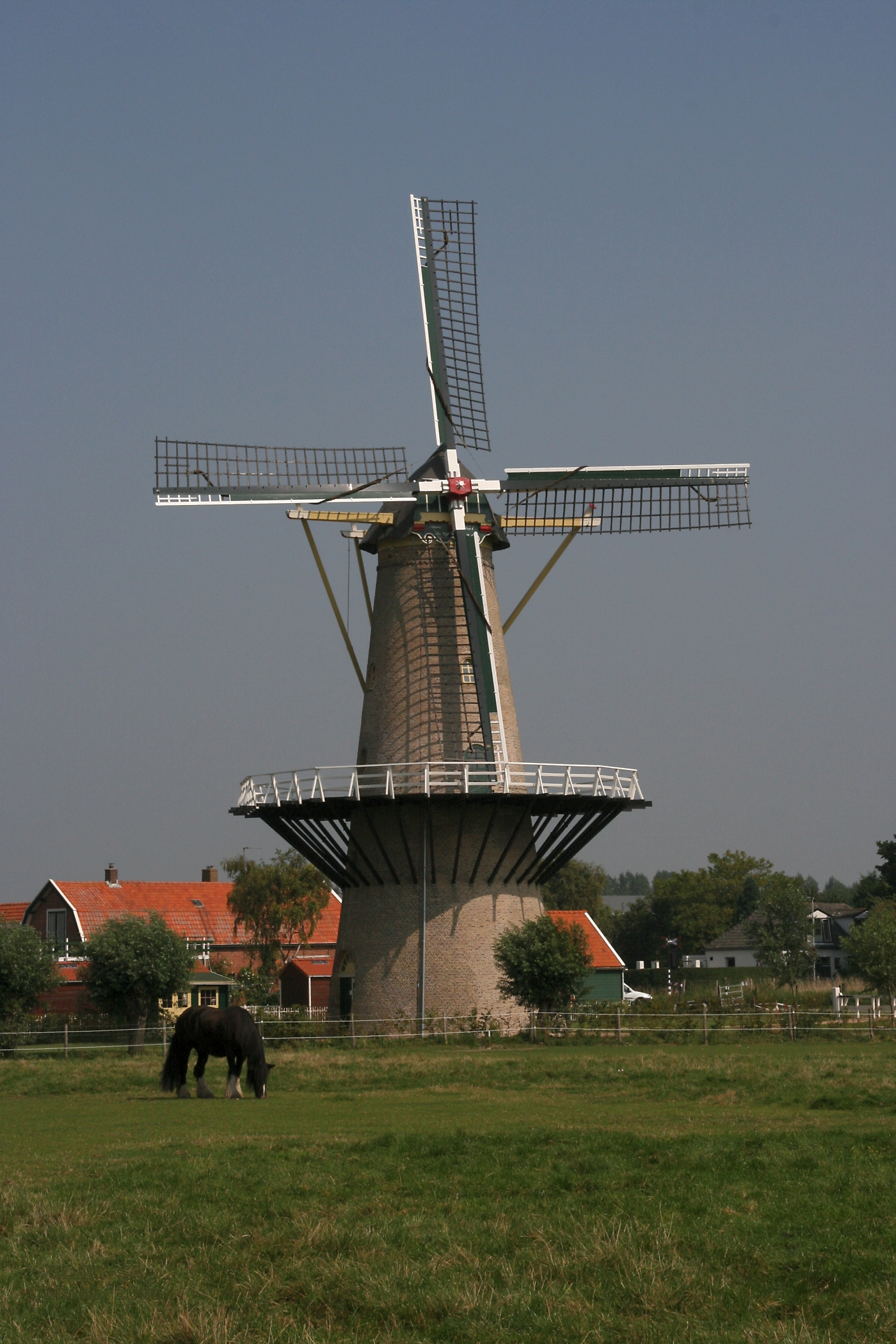
Heinkenszand: il mulino De Vijf Gebroeders

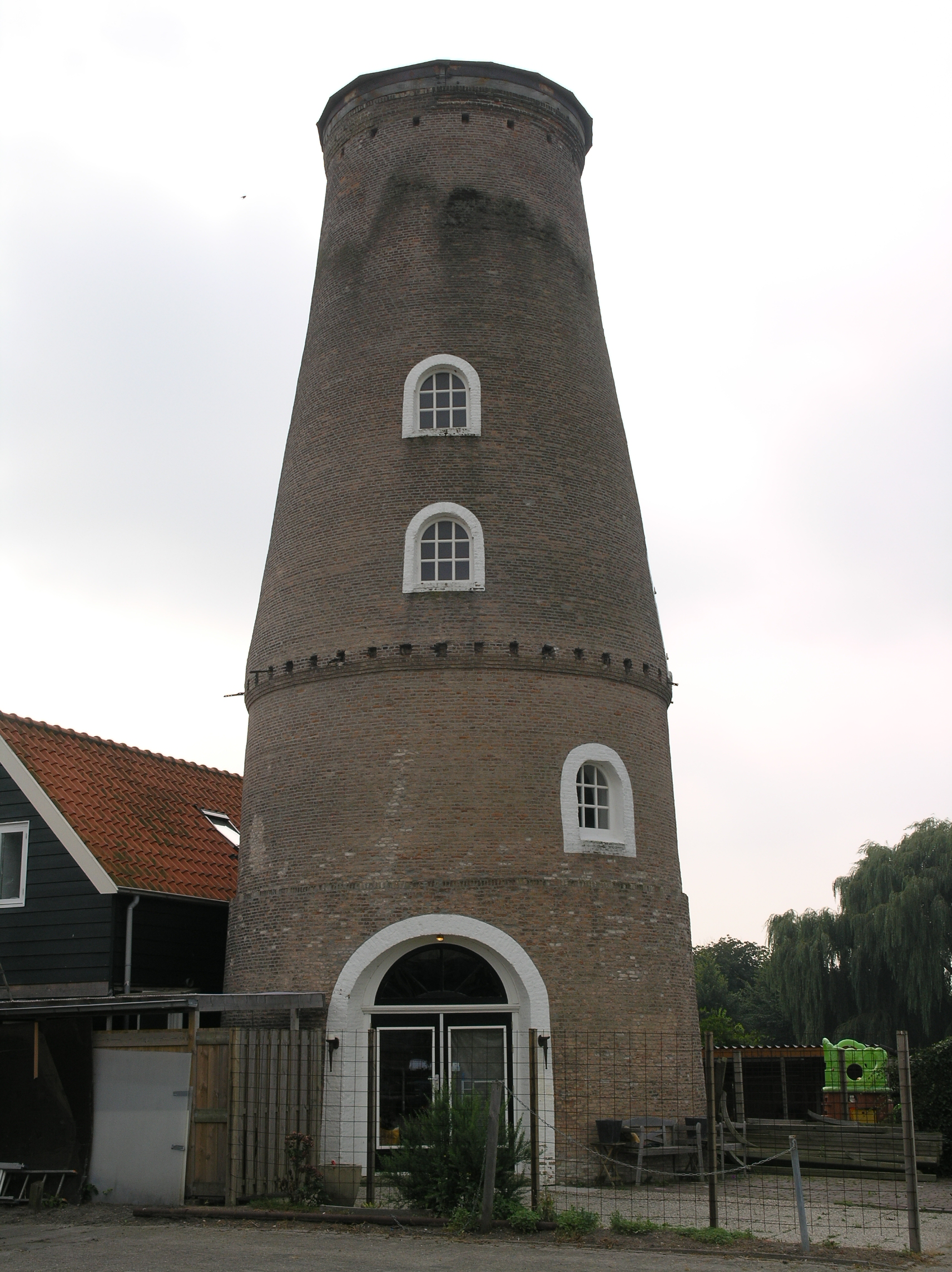
Heinkenszand: il mulino De Hoop

Heinkenszand è un villaggio (dorp) di circa 5 500 abitanti del sud-ovest dei Paesi Bassi, facente parte della provincia della Zelanda (Zeeland) e situato nella penisola (ed ex-isola) di Zuid-Beveland. È capoluogo e il centro maggiore della municipalità di Borsele e fino al 1969 era un comune indipendente.

## Geografia fisica
Heinkenszand si trova a pochi chilometri ad est di Middelburg e Flessinga  e a pochi chilometri a nord delle località di Ellewoutsdijk (località costiera che si affaccia sulla Schelda Orientale) e Borssele, tra i villaggi di Nieuwdorp e 's-Gravenpolder (rispettivamente ad est del primo e ad ovest del secondo).

## Storia

### Dalle origini ai giorni nostri
Heinkenszand sorse nel XIV secolo con la realizzazione di un polder in un banco di sabbia tra i fiumi Schenge e Zwake.
In origine e fino al XVII secolo, Heinkenszand sorgeva lungo il fiume Loijve, che costituiva una via di comunicazione tra Middelburg e la città belga di Anversa.
Nel 1406, fu eretta a Heinkenszand ad opera di Jan van Schengen una cappella dedicata a San Biagio, che tredici anni dopo, quando Heinkenszand ottenne lo status di parrocchia indipendente, diventò una chiesa parrocchiale. Questa chiesa venne demolita nel 1843.
A  Heinkenszand sorsero anche due fortezze, il castello Watervliet (nel 1588) e il castello Baberstein.

### Simboli
Lo stemma di Heinkenszand è stato approvato dall'Alto Consiglio della Nobiltà il 31 luglio 1817.
Questo era in precedenza lo stemma della signoria (heerlijkheid) di Heinkenszand che a sua volta derivava dall'emblema della famiglia van Reigersberg, la quale portava uno stemma d'argento, all'airone di azzurro, armato del campo e linguato di rosso, fermo su un terreno di verde.

## Monumenti e luoghi d'interesse
Heinkenszand vanta 24 edifici classificati come rijksmonumenten e 4 edifici classificati come gemeentelijke monumenten.

### Architetture religiose

#### Chiesa di San Biagio
Principale edificio religioso di Heinkenszand è la chiesa di San Biagio (Blasiuskerk), situata al nr. 6 della Kerkdreef ed eretta tra il 1864 e il 1866 in stile neogotico su progetto dell'architetto P.W. Schrouwen.

#### Dorpskerk
Nella Dorpsstraat si trova poi la Dorpskerk ("chiesa del villaggio"), risalente al 1844.

### Architetture civili

#### Mulino De Vijf Gebroeders
Altro edificio d'interesse è il mulino De Vijf Gebroeders, un mulino a vento situato al nr. 1 della Slaakweg e risalente al 1850/1851.

#### Mulino De Hoop
Altro antico mulino a vento di Heinkenszand è il mulino De Hoop, situato nella Vijverstraat e risalente al 1849/1850.

## Società

### Evoluzione demografica
Al censimento del 2019, Heinkenszand contava una popolazione pari a 5 520 abitanti, in maggioranza (50,3% di sesso femminile).
La popolazione al di sotto dei 16 anni era pari a 845 unità, mentre la popolazione dai 65 anni in su era pari a 1 260 unità.
La località ha conosciuto un lieve decremento demografico rispetto al 2018, quando contava una popolazione pari a 5525, dato che era in crescita rispetto ai tre anni precedenti, quando Heinkenszand contava 5 480 abitanti (nel 2017 e 2016) e 5 440 abitanti (nel 2015).

## Geografia antropica

### Suddivisioni amministrative
buurtschappen
- Het Oudeland
- 't Vlaandertje